# Goffredo di Saint-Omer
Goffredo di Saint-Omer (in francese Geoffroi o Godefroy de Saint- Omer), anche citato in italiano come Goffredo di Sant'Omero (fl. XII secolo) è stato un cavaliere medievale fiammingo, tra i fondatori dell'ordine dei Cavalieri templari.

## Biografia
Apparteneva alla famiglia dei signori di Saint-Omer, attualmente nel nord della Francia, forse figlio di Guglielmo I Signore di Saint-Omer e di Melisende Piquigny. Insieme al fratello maggiore Ugo e al padre, parteciparono alla prima crociata come vassalli di Roberto II delle Fiandre. Il fratello Ugo di Saint Omer è anche ricordato come uno dei migliori cavalieri del Regno di Gerusalemme. 
In seguito alla risposta della chiamata di papa Urbano II, giunse a Gerusalemme nel 1099. Qui si presentò al re Baldovino II di Gerusalemme e con altri otto cavalieri, tra cui l'amico Ugo di Payns, intorno al 1119 formarono il nucleo dei primi Cavalieri templari. Goffredo divenne il comandante in seconda di Ugo di Payns, che fu il primo Maestro dei Templari. Essi si consacrarono totalmente alla loro missione e decisero di abbandonare ogni ricchezza ed offrire le loro spade e la loro esperienza militare a difesa dei pellegrini che si recavano in Terrasanta.
La leggenda vuole che Ugo di Payns e Goffredo di Saint-Omer fossero così poveri da possedere un solo cavallo, e ciò avrebbe dato origine alla famosa immagine sul sigillo dei Templari, di due uomini in groppa ad un cavallo, con spirito di condivisione totale.